# Serranía de Mosetenes
Die Serranía de Mosetenes (auch: Cordillera de Mosetenes) ist ein langgestreckter Höhenrücken im Departamento Cochabamba im  südamerikanischen Anden-Staat Bolivien.

## Lage
Die Serranía de Mosetenes ist eine der bolivianischen Voranden-Ketten und liegt nordöstlich der Cordillera de Cocapata und erstreckt sich östlich entlang dem Río Malpaso, dem Río Altamachi und dem Río Santa Elena, die genauso wie die Serranía de Mosetenes von Südosten nach Nordwesten verlaufen. Der südliche Teil des Höhenzuges liegt im Municipio Villa Tunari in der Provinz Chapare, der mittlere und nördliche Teil im Municipio Morochata in der Provinz Ayopaya. Nordöstlich der Serranía de Mosetenes verlaufen am Rande des Beni-Tieflandes die erheblich niedrigeren Serranía Marimonos und die Serranía Sejeruma. Die Serranía de Mosetenes hat eine Länge von etwas mehr als einhundert Kilometern, die höchsten Erhebungen in der Mitte und am südlichen Ende der Voranden-Kette erreichen Höhen von 2040 m und 2060 m.

## Geographie
Die Serranía de Mosetenes folgt der Auffaltungsrichtung des Anden-Hochgebirges, ohne die absolute Höhe der zentralen Anden-Regionen zu erreichen. Aus der Serranía de Mosetenes heraus entwässert eine Reihe von kleineren Flüsse nach Südwesten und nach Nordosten hin.

## Erschließung
Die Serranía del Mosetenes ist nahezu unbesiedelt, sie ist durch unbefestigte Straßen so gut wie gar nicht erschlossen.